# Жевжик

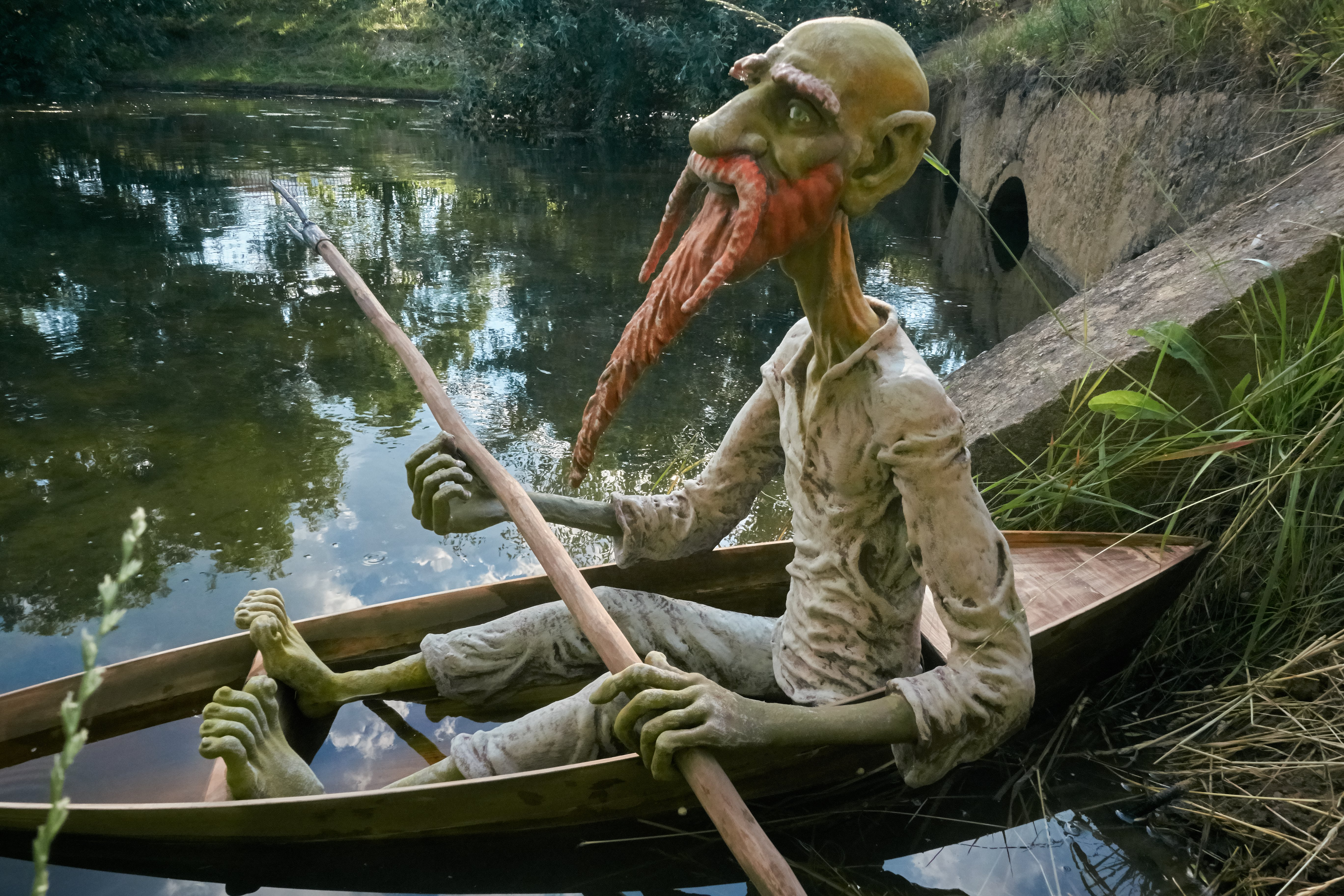
Скульптура Жевжика, созданная белорусским скульптором Антоном Шипица (Anton Shipitsa) на основании иллюстраций ведущего современного белорусского графика Валерия Петровича Слаука (Valery Slauk)

Же́вжик (белор. Жэ́ўжык) — один из персонажей белорусской мифологии. Как древнебелорусский покровитель рек или водяное божество описан (и, вероятно, придуман) фольклористом Павлом Шпилевским (Древлянским).

## Описание
Внешне Жевжик описывается как худой старичок небольшого роста, с длинной рыжей бородой, длинной шеей, маленькой головой, с длинными, но маленькими руками, длинными пальцами и тонкими ногами. При этом Жевжик невероятно силён и проворен. Такое описание Жевжика связано с тем, что по понятию белорусов, все длинношеие и рыжебородые необыкновенно сильны.

## Образ жизни
Жевжик плавает как под водой, так и на поверхности, разгоняя перед собой волны длинной палкой. Согласно преданиям белорусского фольклора, Жевжик может одной рукой вытащить тонущую лодку и спасти людей, оказавшихся в опасности на воде. Для людей Жевжик остаётся невидимым, так как плавает по глади рек и озёр на челноке-невидимке. Жевжик может не только спасти тонущего человека, он в силах укротить ветер и даже бурю.
Жевжику подчиняются все водяные духи, в том числе Водяной и Лозави́к (болотник, живущий у лозы).
В Беларуси есть известные поговорки, связанные с образом Жевжика:
- «Яки́ Же́ужик» — какой проворный, ловкий!
- «Бы Же́ужик ныра́е» — словно Жевжик плавает;
- «Же́ужик-ты — руда́я барада́…» — ах, Жевжик — рыжая борода...
- Жеужик — иногда значит карлик или даже просто — мальчишка[3].

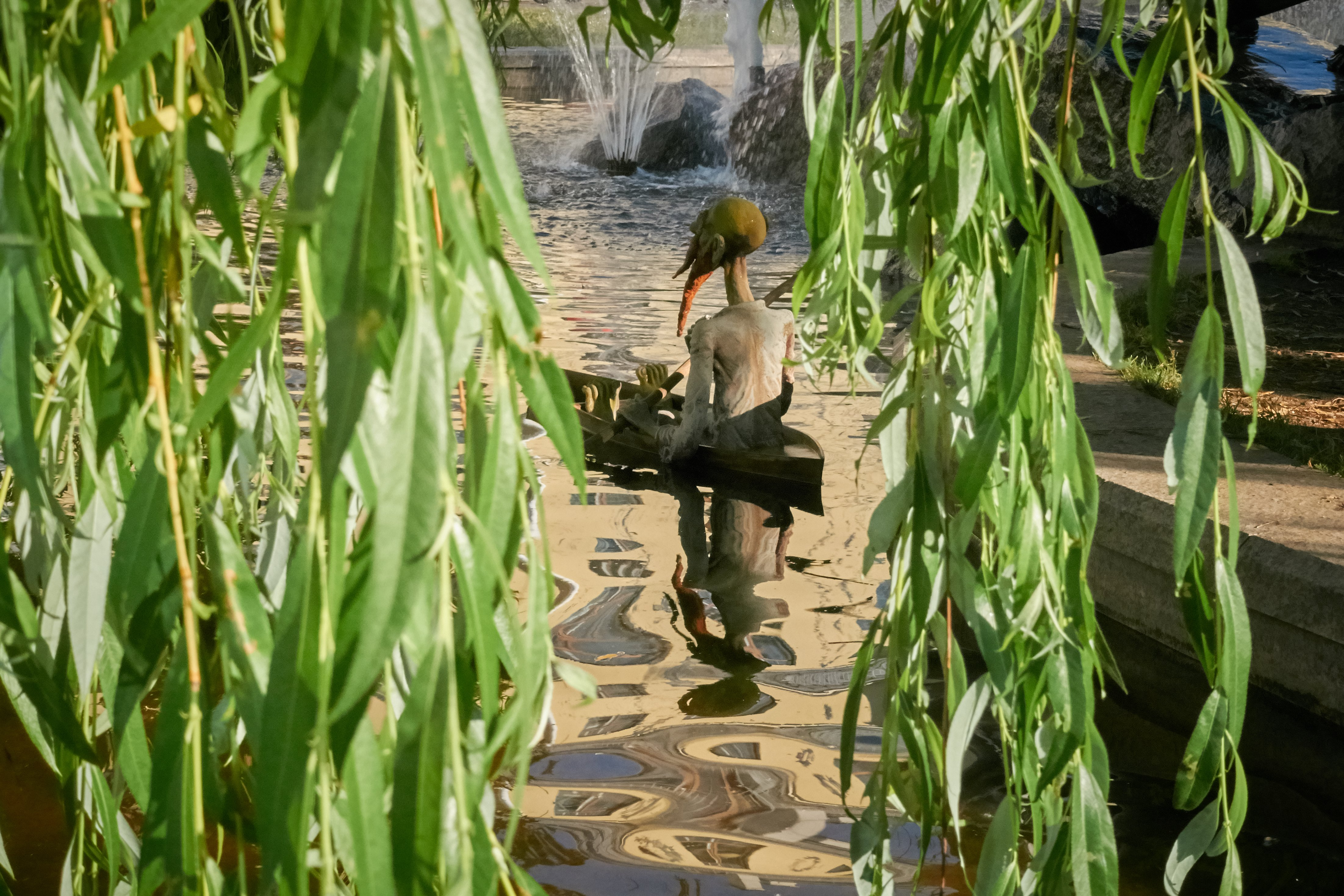